# CFU-GEMM

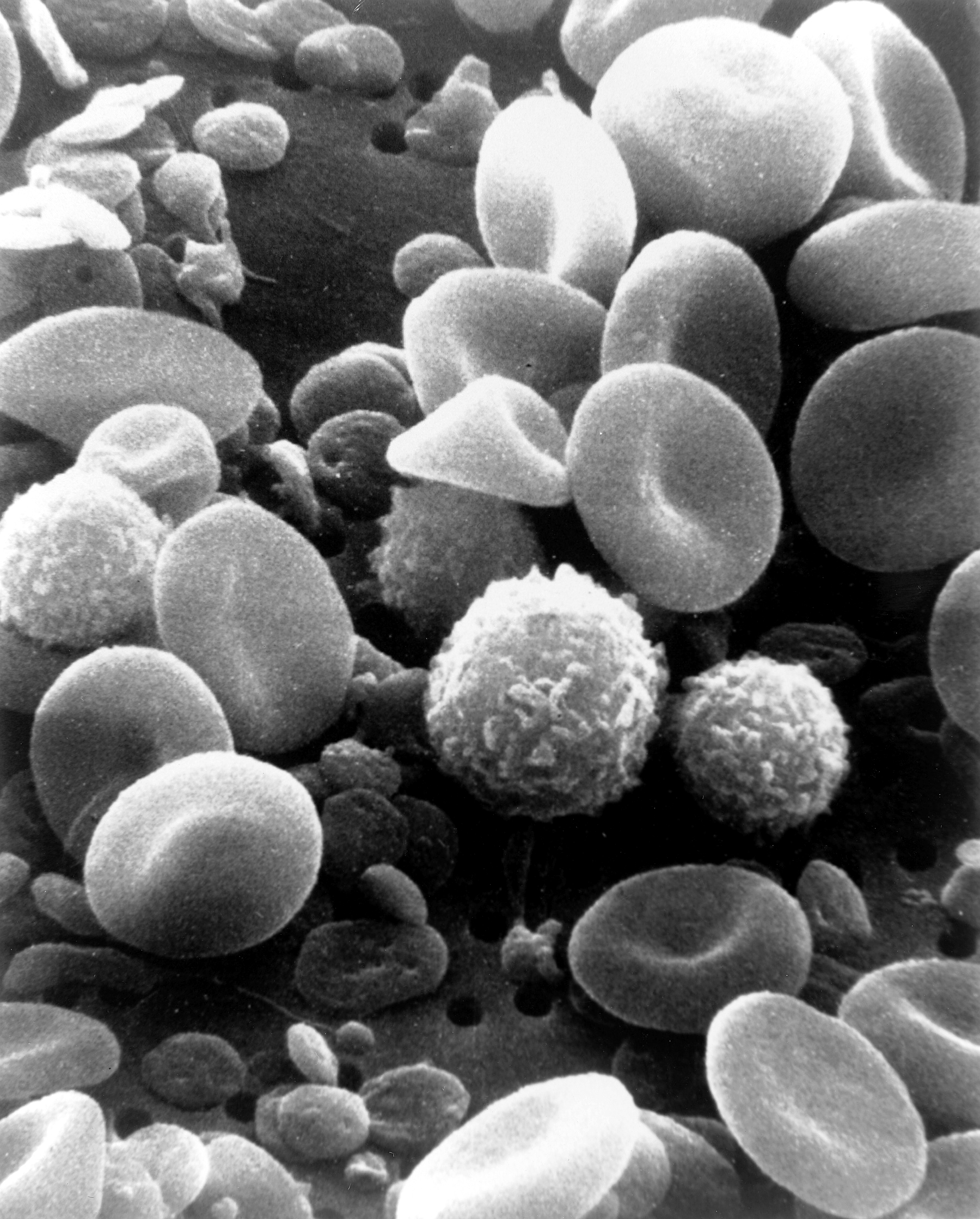
Les globules rouges, les globules blancs et les plaquettes sont toutes des dérivées de lignées de CFU-GEMM.

Le CFU-GEMM est un type de cellules, progéniteur de la lignée myéloïde. CFU-GEMM signifie : CFU pour Colony Forming Unit et GEMM pour Granulocyte (les polynucléaires), Érythrocytes (les futurs globules rouges), Monocytes et Mégacaryocyte.
Il intervient lors de l'hématopoïèse, en effet la cellule souche hématopoïétique se trouvant dans la moelle peut se diviser selon deux voies : la lignée myéloïde ou la lignée lymphoïde. La voie lymphoïde donne les lymphocytes B et T, la voie myéloïde donne les polynucléaires neutrophiles, basophiles, éosinophiles ainsi que les monocytes, mégacaryocytes (qui produisent les plaquettes) et les réticulocytes (futurs globules rouges).
Le CFU-GEMM peut donner les précurseurs de la lignée myéloïde :
- CFU-GM pour les granulocytes (polynucléaires neutrophiles), et les monocytes ;
- CFU-Eo pour les polynucléaires éosinophiles ;
- CFU-Baso pour les polynucléaires basophiles ;
- CFU-E et BFU-E (BFU = Burst forming Unit, plus important en nombre de cellule que CFU mais moins rapide et dynamique) pour la lignée érythocytaire qui donnera finalement les hématies ;
- CFU-Meg pour la lignée qui aboutira aux mégacaryocytes puis aux plaquettes.